# 三宅出入口
三宅出入口（みやけでいりぐち）は、大阪府大阪市平野区と松原市に跨る阪神高速道路14号松原線の出入口。環状線方面のみ接続するハーフICだが大阪市内と松原市内を結ぶ重要な出入口である。
老朽化に伴う喜連瓜破付近の橋梁架け替え工事に伴い、2022年（令和4年）6月1日から2024年（令和6年）12月7日まで長期間閉鎖されていた。

## 周辺
- 大和川
- 瓜破大橋
- 高野大橋
- 阪南大学
- リフレうりわり

## 備考
1980年3月1日に14号線松原線が全線開通した当時、一般道とを結ぶのは当出入口のみだった。さらに1992年2月26日に大堀出入口が供用する以前、大阪市内方面から当出口を通過すると、次の松原IC（のち松原JCT）を通過して西名阪自動車道、あるいは阪和自動車道に直接乗り入れることになる。このため、当出口を通過すると別途料金を支払うことになっていた。

## 隣
阪神高速14号松原線
(14-06) 喜連瓜破出入口 - 瓜破TB -　(14-07) 三宅出入口 - 三宅JCT -  三宅ミニPA（廃止） - (14-08)大堀出入口